# Clarence House
Clarence House – rezydencja królewska w Londynie, położona bezpośrednio obok Pałacu św. Jakuba. Oficjalna siedziba Króla Karola III i jego żony królowej Kamili.

## Historia
Budynek został wzniesiony w latach 1825–1827 według projektu Johna Nasha, na zamówienie księcia Clarence, późniejszego króla Wilhelma IV. Po koronacji księcia został przekazany jego siostrze, księżniczce Auguście Zofii, a następnie księżnej Kentu Wiktorii. Kolejnym lokatorem (od 1866) był Alfred, książę Edynburga, drugi syn królowej Wiktorii, a następnie jego młodszy brat książę Artur. W czasie II wojny światowej mieścił się tu szpital polowy. W 1947 budynek stał się siedzibą świeżo poślubionych księżniczki Elżbiety i księcia Filipa. Po śmierci Jerzego VI i koronacji Elżbiety, został przekazany wdowie po zmarłym królu, królowej-matce Elżbiecie, której służył przez kolejne 50 lat – do końca jej życia.
Po śmierci królowej-matki w 2002, budynek przeszedł gruntowny remont połączony z odświeżeniem elewacji, po czym przeniósł się tu rezydujący dotąd w Pałacu Kensington książę Karol wraz z synami i swoją kancelarią. Gdy w 2005 książę powtórnie się ożenił, w Clarence House zamieszkała także jego wybranka, księżna Kamila.
Po ślubie księcia Williama w 2011 i uzyskaniu przez młodą parę tytułu książąt Cambridge, ich oficjalną londyńską rezydencją został Pałac Kensington, w którym William mieszkał jako dziecko. W 2012 do Kensington przeniósł się również książę Henryk.
W 2022 Karol III zdecydował, że będzie to jego oficjalna siedziba jako króla. Tym samym stał się pierwszym brytyjskim władcą od 185 lat, który zamieszkał poza Pałacem Buckingham.